# Secrets of Grindea
«Secrets of Grindea» (укр. «Секре́ти Ґрі́ндії») — комп'ютерна інді-гра у жанрі RPG від студії Pixel Ferrets. Сенс гри полягає у дослідженні світу, битві з різними істотами, знаходженні та виготовленні предметів у випадково створеному 2D світі. Гра є даниною поваги, а іноді і пародією на старі ігри SNES.
На разі, гра знаходиться в періоді "раннього доступу", що дозволяє вам купувати гру і грати в бета-версію. Дата випуску повної версії не відома.

## Синопсис
У світі Ґріндії все визначається одним: наскільки велика ваша колекція речей. Ви берете на себе роль молодого героя (або героїні), що робить свої перші кроки, щоб стати знаменитим колекціонером і допомогти зібрати найцінніші рідкості в усьому королівстві. Але чи дійсно все так просто як здається? Полювання на цінне незабаром перетворюється в щось більше, на сценарій, де сім'я, дружба і, можливо, доля світу в опиняється у руках гравця.

## Локації
На початку гри доступні лише Startington та Pillar Mountains, але з відвідуванням нових районів туман зникає і ви можете переглядати їх на карті світу. Під час ваших подорожей ви також зіткнетеся з так званими "Телепортаційними пластинами".

### Startington
Startington (укр. Стартінґтон) — це село на вершині Pillar Mountains, саме тут починається гра. Це невеличке село, яке в основному заповнене родиною та друзями. Селище складається з чотирьох будівель, курника та печери.

### Pillar Mountains
Pillar Mountains (укр. Стовпові гори) — це скупчення стовпів, прямо перед небом. Деякі з них були заселені людьми, які дають завдання. Гори небезпечні для нових авантюристів, а найменш досвідченим слід подорожувати з великою обережністю.

### Evergrind City
Evergrind City (укр. Місто Еверґрінд) — це велика столиця і центр нового світу. Власники магазинів і торговці зробили це місто великим торговим центром. Він добре відомий своїми щорічними екзаменаційними випробуваннями та є домом для відомої Collectors Headquarters (укр. Штаб колекціонерів).

### Pumpkin Woods
Увійшовши у Pumpkin Woods (укр. Гарбузовий ліс) в перший раз, гравець швидко усвідомить, що це дуже моторошне та таємниче місце. Над цими лісами лежить прокляття, яке заважає мандрівникам покинути ці ліси на сході. Щоб продовжити свій шлях за цю локацію, потрібно спочатку зняти прокляття з Гарбузового лісу, виконавши завдання.

### Flying Fortress
Flying Fortress (укр. Летюча фортеця) — це перший покинутий данж (англ. dungeon, замок) в Секретах Ґріндії.

### Santa Fae
Santa Fae (укр. Санта-Фає) — це місце народження міфічного Фейрі, раси, яка за ці роки справила багато помічників.

## Кооперативний режим
Secrets of Grindea підтримує кооперативний режим. Окрім, власне, гри з іншими гравцями, він не відрізняється від однокористувацького, сюжет та попутні квести зачіпають кожного гравця.
Приєднатись до іншого серверу можна через запрошення або ввівши IP-адресу.

## Саундтрек
Оригінальний саундтрек до Secrets of Grindea було випущено 15 жовтня 2015 року. На даний момент він має 37 треків (31 з "Сюжетного режиму" і з 6 "Аркадних реміксів"), нові треки будуть додані по мірі оновлення самої гри.
Саундтрек написаний музикантом Ендрю Райлі (на студії Lucky Lion Studios). Коли розробники починали працювати над проектом, усі вони ще були студентами, у яких не було зайвих грошей, і тому не могли дозволити собі музику. Згодом з'явився Райлі, який був так захоплений нашою роботою, та "не міг допустити подібне". Він запропонував складати музику за "студентською ціною, не жертвуючи ні дюймом якості".
| Список композицій альбому Story Mode | Список композицій альбому Story Mode | Список композицій альбому Story Mode |
| #                                    | Назва                                | Тривалість                           |
| ------------------------------------ | ------------------------------------ | ------------------------------------ |
| 1.                                   | «Main Theme»                         |                                      |
| 2.                                   | «Startington»                        |                                      |
| 3.                                   | «Pillar Mountains»                   |                                      |
| 4.                                   | «The Black Ferrets»                  |                                      |
| 5.                                   | «Battling Freddy and Teddy»          |                                      |
| 6.                                   | «Battling Vilya»                     |                                      |
| 7.                                   | «Evergrind Fields»                   |                                      |
| 8.                                   | «Rival»                              |                                      |
| 9.                                   | «Arena Battle»                       |                                      |
| 10.                                  | «Arena Victory»                      |                                      |
| 11.                                  | «Evergrind City»                     |                                      |
| 12.                                  | «Collector's HQ»                     |                                      |
| 13.                                  | «Pumpkin Woods»                      |                                      |
| 14.                                  | «The Unknown»                        |                                      |
| 15.                                  | «Flying Fortress»                    |                                      |
| 16.                                  | «Mini Boss»                          |                                      |
| 17.                                  | «Challenge»                          |                                      |
| 18.                                  | «Omen»                               |                                      |
| 19.                                  | «Boss Theme»                         |                                      |
| 20.                                  | «Battling Marino»                    |                                      |
| 21.                                  | «Western Fields»                     |                                      |
| 22.                                  | «Naniva»                             |                                      |
| 23.                                  | «Winterlands»                        |                                      |
| 24.                                  | «Master Ivy»                         |                                      |
| 25.                                  | «Luke»                               |                                      |
| 26.                                  | «Toy Factory»                        |                                      |
| 27.                                  | «Temple of Seasons»                  |                                      |
| 28.                                  | «Crisis»                             |                                      |
| 29.                                  | «Sorrow»                             |                                      |
| 30.                                  | «Santa Fae»                          |                                      |
| 31.                                  | «Game Over»                          |                                      |
| 32.                                  | «Mount Bloom»                        |                                      |
| 33.                                  | «Tai Ming ~ Past»                    |                                      |
| 34.                                  | «Tai Ming ~ Present»                 |                                      |
| 35.                                  | «Puzzle World»                       |                                      |
| 36.                                  | «Zhamla»                             |                                      |
| 37.                                  | «A Cruel Destiny»                    |                                      |
| 38.                                  | «The Fallen Collector»               |                                      |
| 39.                                  | «Boss Theme ~ Music Box Version»     |                                      |

| Список композицій альбому Arcade Mode Remixes | Список композицій альбому Arcade Mode Remixes | Список композицій альбому Arcade Mode Remixes |
| #                                             | Назва                                         | Тривалість                                    |
| --------------------------------------------- | --------------------------------------------- | --------------------------------------------- |
| 1.                                            | «Pillar Mountains Arcade»                     |                                               |
| 2.                                            | «Evergrind Fields Arcade»                     |                                               |
| 3.                                            | «Pumpkin Woods Arcade»                        |                                               |
| 4.                                            | «Flying Fortress Arcade»                      |                                               |
| 5.                                            | «Winterland Arcade»                           |                                               |
| 6.                                            | «Temple of Seasons Arcade»                    |                                               |

## Створення

### Головна команда
Творці Secrets of Grindea це тріо студентів ігрового дизайну з міста Вісбю, Швеція. Вони вперше зустрілися близько десь у 2011 році, працюючи разом над шкільним проектом, та вже восени 2012 року почали з'являтися концепції, що до Секретів Ґріндії. Через декілька місяців вони почали серйозно працювати над цим проектом.
До складу групи входять:
- Тедді Шестрьом (швед. Teddy Sjöström) — сольний програміст[5];
- Фред Стрьом (швед. Fred Ström) — аніматор[5];
- Віля Свенсон (швед. Vilya Svensson) — відповідальна за нерухому графіку[5].

Працюючи разом вони називають себе Pixel Ferrets (укр. Піксельні Тхори), та сподіваються у майбутньому зробити багато захоплюючих ігор з нотками ностальгії.

### Музика
Автором музикальних композицій є Ендрю Райлі (швед. Andrew Riley) з luckylionstudios.com [Архівовано 27 березня 2022 у Wayback Machine.].

### Звуковий дизайн
Звуковий дизайн спільно обробляють Галлвард А. Улсунд (швед. Hallvard A. Ulsund) з Fark Audio та Маріуш Ясионович (швед. Mariusz Jasionowicz) з RareSound Productions.